# Tiệm Tôm
Tiệm Tôm là một thị trấn ven biển thuộc huyện Ba Tri, tỉnh Bến Tre, Việt Nam.

## Hành chính
Thị trấn Tiệm Tôm được chia thành 5 khu phố: An Bình, An Lợi, An Thạnh, An Thới, An Thuận.

## Địa lý
Thị trấn Tiệm Tôm nằm ở ven biển phía nam huyện Ba Tri, có vị trí địa lý:
- Phía đông giáp Biển Đông
- Phía tây giáp xã An Hòa Tây
- Phía nam giáp huyện Thạnh Phú với ranh giới là sông Hàm Luông
- Phía bắc giáp xã Tân Thủy.

Thị trấn có diện tích 22,36 km², dân số năm 2022 là 20.790 người, mật độ dân số đạt 929 người/km².

## Lịch sử
Tiệm Tôm vốn là tên gọi chỉ khu dân cư ấp An Thuận, xã An Thủy trước đây, nơi có cảng cá Ba Tri là cảng cá đầu tiên của tỉnh Bến Tre được đưa vào hoạt động từ năm 2001, cũng như có làng nghề chế biến cá khô, tôm khô nổi tiếng trong tỉnh.
Dưới thời nhà Nguyễn, địa bàn thị trấn Tiệm Tôm hiện nay tương ứng với thôn An Thủy thuộc tổng Bảo Trị, huyện Bảo Hựu, phủ Hoằng Trị, tỉnh Vĩnh Long. Đến thời Pháp thuộc, thôn này trở thành làng thuộc hạt tham biện Bến Tre, sau là tỉnh Bến Tre. Năm 1927, chính quyền sáp nhập làng An Thủy với làng Tân Hòa thành làng Tân Thủy thuộc quận Ba Tri, tỉnh Bến Tre.
Ngày 14 tháng 3 năm 1984, Hội đồng Bộ trưởng ban hành Quyết định số 41-HĐBT. Theo đó, thành lập xã An Thủy trên cơ sở một phần diện tích và dân số của xã Tân Thủy.
Ngày 13 tháng 2 năm 2023, Ủy ban Thường vụ Quốc hội ban hành Nghị quyết số 724/NQ-UBTVQH15 (nghị quyết có hiệu lực từ ngày 10 tháng 4 năm 2023). Theo đó, thành lập thị trấn Tiệm Tôm trên cơ sở toàn bộ 22,36 km² diện tích tự nhiên và 20.790 người của xã An Thủy.